# Prunion spinosae
Prunion spinosae er det botanisk-faglige navn på den variant af de slåendominerede krat, som findes i Danmark. Her findes, foruden slåen også andre hårdføre buske som:
- Almindelig benved (Euonymus europaeus)
- Vrietorn (Rhamnus catharticus)
- Hunderose (Rosa canina)
- Almindelig brombær (Rubus plicatus)
- Almindelig kvalkved (Viburnum opulus)

Bunden under buskene kan være meget artsrig med f.eks.: agersnerle, draphavre, engelskgræs, almindelig knopurt, bidende stenurt, farvegåseurt, fladstrået rapgræs, følfod, glat rottehale, gul snerre, håret høgeurt, markkrageklo, pimpinelle, strandløg og vild kørvel

## Note
1. ↑  Omø-net.dk: Omøs strande Arkiveret 19. marts 2011 hos  Wayback Machine (bearbejdet efter En naturhistorisk undersøgelse af Omø i Storebælt i Natur og Ungdom, 1972)